# Le Tourment du passé
Pour plus de détails, voir Fiche technique et Distribution.
Le Tourment du passé (Tormento del passato) est un film mélodrame italien sorti en 1952 co-écrit et réalisé par Mario Bonnard.
Le film marque les débuts sur grand écran de Raffaella Carrà (ici créditée de son vrai nom Raffaella Pelloni) alors âgée de huit ans, qui joue  le personnage de Graziella, fille de la protagoniste Luisa, jouée par Hélène Rémy.

## Synopsis
Piero, un impitoyable braqueur de banque, revient à Rome après six ans de cavale aux États-Unis, sous le faux nom d'Andrea Rossi. Il découvre que la couturière Luisa, une ancienne maîtresses qu'il avait laissée lors de sa fuite a eu un enfant de lui, Graziella. La connaissance de la petite fille l'adoucit au point de négliger ses devoirs au sein de la bande criminelle.
Bien qu'il soit surveillé par ses complices de plus en plus soupçonneux, il parvient à préparer une fuite par la mer avec Graziella et Luisa, qui, pendant son absence a épousé un autre homme pour donner un nom à l'enfant. Luisa,  ayant découvert que Piero est un gangster refuse de partir, déclenchant sa colère. Une dispute s'ensuit, à l'issue de laquelle Piero est gravement blessé par balle. De retour à la maison, Luisa décide de se livrer, mais Piero, sur son lit de mort, annonce à la jeune fille, devant des témoins, qu'il s'est blessé par accident, disculpant Luisa et lui offrant un avenir en liberté aux côtés de sa fille.

## Fiche technique
Sauf indication contraire, les informations mentionnées dans cette section peuvent être confirmées par la base de données cinématographiques IMDb,  présente dans la section « Liens externes ».
- Titre français : Les Tourments du passé[2]
- Titre original : Tormento del passato
- Réalisation : Mario Bonnard
- Sujet : Mario Bonnard
Guido Chiolo
- Scénario : Aldo De Benedetti
Ennio De Concini
Nicola Manzari
- Musique :	Hans Kemper
- Photographie :	Tino Santoni
- Montage :	Elsa Dubbini
- Production : Aleandro Di Paolo
- Société de Production : Edizione Distribuzione Italiana Cinematografica
- Distribution :	Edizione Distribuzione Italiana Cinematografica
- Pays de production :  Italie
- Langue originale : Italien
- Format : Noir et blanc
- Genre : Drame
- Durée : 96 minutes
- Dates de sortie :
  - Italie : 4 avril 1952
  - France : 27 mars 1953[2]

## Distribution
- Hélène Rémy : Luisa
- Marc Lawrence : Andrea Rossi
- Raffaella Carrà : Graziella (crédité comme Raffaella Pelloni)
- Carlo Romano  : Marco Ferretti
- Carla Del Poggio  :Giulia/Florette
- Luigi Pavese  : Bianchi
- Laura Gore :  Florette
- Guglielmo Inglese  : Giacomo
- Giulio Battiferri : Peppino
- Renzo Borelli : complice de Bianchi
- Riccardo Garrone :  complice de Bianchi
- Paul Le Père : Giovanni
- Natale Cirino : Padrone del barcone
- Rino Salviati : chanteur